# Vadász Pál
Vadász Pál (Szakcs, 1874. december 1. – Sankt Pölten, 1944) zsidó származású magyar építész.

## Élete
Budapesten tanult, 1900-ben fejezete be tanulmányait a Műegyetemen. Jelentős műve a Szabadkai városi bérpalota. Az épület megtervezésére a Komor Marcell–Jakab Dezső páros is adott be terveket, de végül Vadász nyerte meg a pályázatot. Az átriumos palota a szabadkai főtér szembetűnő épülete lett, hangsúlyos toronydíszítése, sarokrészének széles ívű megformálása, bécsi szecessziós stílusa állt ennek a hátterében.
Az építész a holokauszt áldozata lett.

## Ismert épületei
- 1911: bérpalota, Szabadka, Branislav Nusic 2.
- községháza, Regőce
- elemi iskola, Regőce
- óvoda, Regőce
- tanítólakás, Regőce